# Michel Bérard
Pour les articles homonymes, voir Bérard.
Michel Bérard, né le 4 septembre 1933 à Orléans et décédé le 31 août 2020 à Béziers, est un peintre et sculpteur français.

## Biographie
Né en 1933, Michel Bérard étudie en premier lieu à l’École des beaux-arts d'Orléans de 1952 à 1954, puis à l'académie de la Grande Chaumière de 1957 à 1959,. Il expose régulièrement dans les salons d'art parisiens : Grands et jeunes d'aujourd'hui, réalités nouvelles, Art sacré, jeune sculpture, Comparaisons, Salon de mai. En 1976, il reçoit le Prix de la jeune sculpture.
En 1969, il expose à Montréal, à la biennale de Düsseldorf en 1973 et à Stockholm en 1975. Il expose au salon Mac 2000 en 1988. Il réalise également des expositions personnelles en France : Paris (1959, 1964, 1967, 1988, 1992) ; Lyon (1963) ; Orléans (1966, 1973) ; Toulouse (1993). En 1994, il réalise par ailleurs un bronze pour le prix annuel de l'INSERM.
Son atelier est dispersé en novembre 2021 et mars 2022 à Drouot par l'étude Collin du Bocage,.

## Œuvre
Michel Bérard commence sa carrière par la peinture entre 1957 et 1967, notamment avec la technique du pastel,. À la fin des années 1960, il s'expérimente à l'art pictural monumental avec des tapisseries de 1964 à 1967, et des reliefs de 1967 à 1970. À partir de 1970, il se consacre à la sculpture monumentale abstraite. Il compose ses œuvres avec des éléments géométriques identiques (disques, sphères et d'autres formes anguleuses et arrondies) empilés les uns sur les autres et crée ainsi une série de totems dont la hauteur variable « transmettent un sens du rythme et de l'animation ».
À partir de 2002, il participe, principalement en tant qu'écrivain, à un programme d'échange d'artistes franco-roumain : France-Roumanie, regards croisés.

## Collections publiques
- 1973 : Jeu sculptural, maison de la culture d'Orléans[1].
- 1975 : sculpture en aluminium et acier de 5 mètres de haut, Saint-Quentin-en-Yvelines[1].
- 1975 : sculpture sur pelouse réalisée en béton, Saint-Jean-de-la-Ruelle[2].
- 1986 : Colonne, sculpture de 10 mètres de haut en béton armé, Paris (porte de la Chapelle)[1].

## Expositions
- 1995 : Triennale européenne de sculpture, Paris[3].
- 1997 : Confrontations, musée de Soissons[3].
- 2005 : Maison de quartier Lounès-Matoub, Montreuil[3].
- 2005 : Terre de Lumière : Frontières, Coucouron[3].

## Distinctions
- 1976 : Prix de la jeune sculpture[3].